# Cachito de cielo
Cachito de Cielo est une telenovela mexicaine diffusée depuis le 11 juin 2012 sur Canal de las Estrellas.

## Distribution

### Acteurs principaux
- Pedro Fernández : Lindorfo Salvador Santillán "Padre Chava" / "Cachito"
- Maite Perroni : Renata Landeros de Franco
- Esmeralda Pimentel : Mara Magaña
- Azela Robinson : Teresa "Tete" de Franco de Landeros
- Rafael Inclán : Ernesto "Pupi" Landeros
- Jorge Poza : Fabio Montenegro
- Pablo Lyle : Matías Salazar Silva
- Cynthia Klitbo : Adela "Pachi" Silva de Salazar
- Cecilia Gabriela : Isabel Obregón Vda. de Gómes
- Juan Carlos Barreto : Tristán Luna
- Elizabeth Valdez : Diana Gómes Obregón
- Juan Carlos Colombo : Ezequiel / Indalesio Treviño y Treviño
- Eduardo España : Ariel / Claribel / Dr. Jáuregui / Rigoberto Piedra Ramones
- Alfredo Gatica : Darío Fernández
- Raquel Pankowsky : Coca Obregón
- César Bono : Lucas
- Adalberto Parra : Reynaldo Salazar
- Anahí Allue : María del Pilar "Pili"
- Ariane Pellicer : Orfe
- José Ángel Bichir : Guillermo "Memo"
- Sofía Castro : Sofía Salvatierra
- Tony Balardi : Jaime "El Chambitas"
- Claudio Rocca : Alfonso "Poncho" Núñez
- Adriana Goss : Gabriela "Gaby"
- Michelle González : Michelle "Mich"
- Eduardo Liñán : Salvatierra
- Julio Arroyo : Lic. Jiménez
- Gloria Izaguirre : Bernarda
- Eduardo Cáceres : Esteban Alarcón
- Carlos Eduardo Rico : Don Papi
- Mercedes Vaughan
- Mario Beller
- Rogelio Báez
- Luis Fernando Zárate
- Luis Orozco
- Alejandro Durán
- Jorge Sánchez
- Jimena Álvarez
- Jorge Pietrasanta
- Iván Caraza
- Gemma Fernández

### Participations spéciales
- Mane de la Parra : Adrián Gómes Obregón "Cachito"

## Diffusion internationale
| Pays                   | Chaîne                                 | Titre            | Première diffusion |
| ---------------------- | -------------------------------------- | ---------------- | ------------------ |
| Mexique                | Canal de las Estrellas                 | Cachito de Cielo | 11 juin 2012       |
| Argentine              | Canal de las Estrellas Amérique latine | Cachito de Cielo | 11 juin 2012       |
| Colombie               | Canal de las Estrellas Amérique latine | Cachito de Cielo | 11 juin 2012       |
| Costa Rica             | Canal de las Estrellas Amérique latine | Cachito de Cielo | 11 juin 2012       |
| Équateur               | Canal de las Estrellas Amérique latine | Cachito de Cielo | 11 juin 2012       |
| Guatemala              | Canal de las Estrellas Amérique latine | Cachito de Cielo | 11 juin 2012       |
| Panama                 | Canal de las Estrellas Amérique latine | Cachito de Cielo | 11 juin 2012       |
| Paraguay               | Canal de las Estrellas Amérique latine | Cachito de Cielo | 11 juin 2012       |
| Uruguay                | Canal de las Estrellas Amérique latine | Cachito de Cielo | 11 juin 2012       |
| Venezuela              | Canal de las Estrellas Amérique latine | Cachito de Cielo | 11 juin 2012       |
| République dominicaine | Canal de las Estrellas Amérique latine | Cachito de Cielo | 11 juin 2012       |
| République dominicaine | Telemicro                              | Cachito de Cielo |                    |
| Porto Rico             | Canal de las Estrellas Amérique latine | Cachito de Cielo | 11 juin 2012       |
| Porto Rico             | Univision Porto Rico                   | Cachito de Cielo |                    |
| Chili                  | Canal de las Estrellas Amérique latine | Cachito de Cielo | 11 juin 2012       |
| Chili                  | La Red                                 | Cachito de Cielo | 12 août 2013       |

### Sources
- (en) Cet article est partiellement ou en totalité issu de l’article de Wikipédia en anglais intitulé « Cachito de Cielo » (voir la liste des auteurs).

- (es) Cet article est partiellement ou en totalité issu de l’article de Wikipédia en espagnol intitulé « Cachito de cielo » (voir la liste des auteurs).